# Пан и Дафнис
Пан и Дафнис (итал. Pan e Dafni) — древнеримская мраморная статуя, изображающая бога Пана, обучающего юношу Дафниса игре на свирели. Скульптурная композиция, происходящая из коллекции семьи Фарнезе, ныне находится в собрании Национального археологического музея Неаполя.

## Описание
Скульптурная группа выполнена из белого мрамора и имеет высоту 158 сантиметров. Она изображает древнегреческого бога Пана, обучающего игре на свирели-сиринге пастуха Дафниса. Пара сидит бок о бок на косом скальном камне, покрытом львиной шкурой. Бог дикой природы, пастушества и игры на свирели Пан находится справа от юноши, повернувшись к нему торсом. Его фигура традиционно изображена с рогами, бородой и козлиными ногами. Пан обнимает Дафниса левой рукой за левое плечо, будто слегка притягивая его к себе. Другой рукой бог касается правой кисти юноши, как бы объясняя тому мастерство игры на свирели. При этом величественное в своих чертах лицо Пана выдаёт порыв страсти: его рот приоткрыт, а ноздри раздуты. Правая нога бога вытянута, а левая приподнята, согнута в колене, и отставлена в сторону, касаясь копытом колена юноши и открывая взгляду зрителя эрегированный пенис. Согласно древнегреческой мифологии юноша Дафнис обладал невероятной красотой. Во времена Античности он идеализировался как эроменос: его называли возлюбленным Аполлона и Пана. Фигура пастуха изображена развернутой вполоборота от бога. Обеими руками он держит сирингу, которую поднимает к своим губам. Его правая нога вытянута, а другая согнута и подвёрнута под колено правой. Дафнис смущённо и растерянно смотрит в сторону и вниз; кажется, будто он дрожит всем телом, скромно отстраняясь. Скульптура воплощает мотивы гомоэротики, природы, буколической поэзии и трагической смерти.

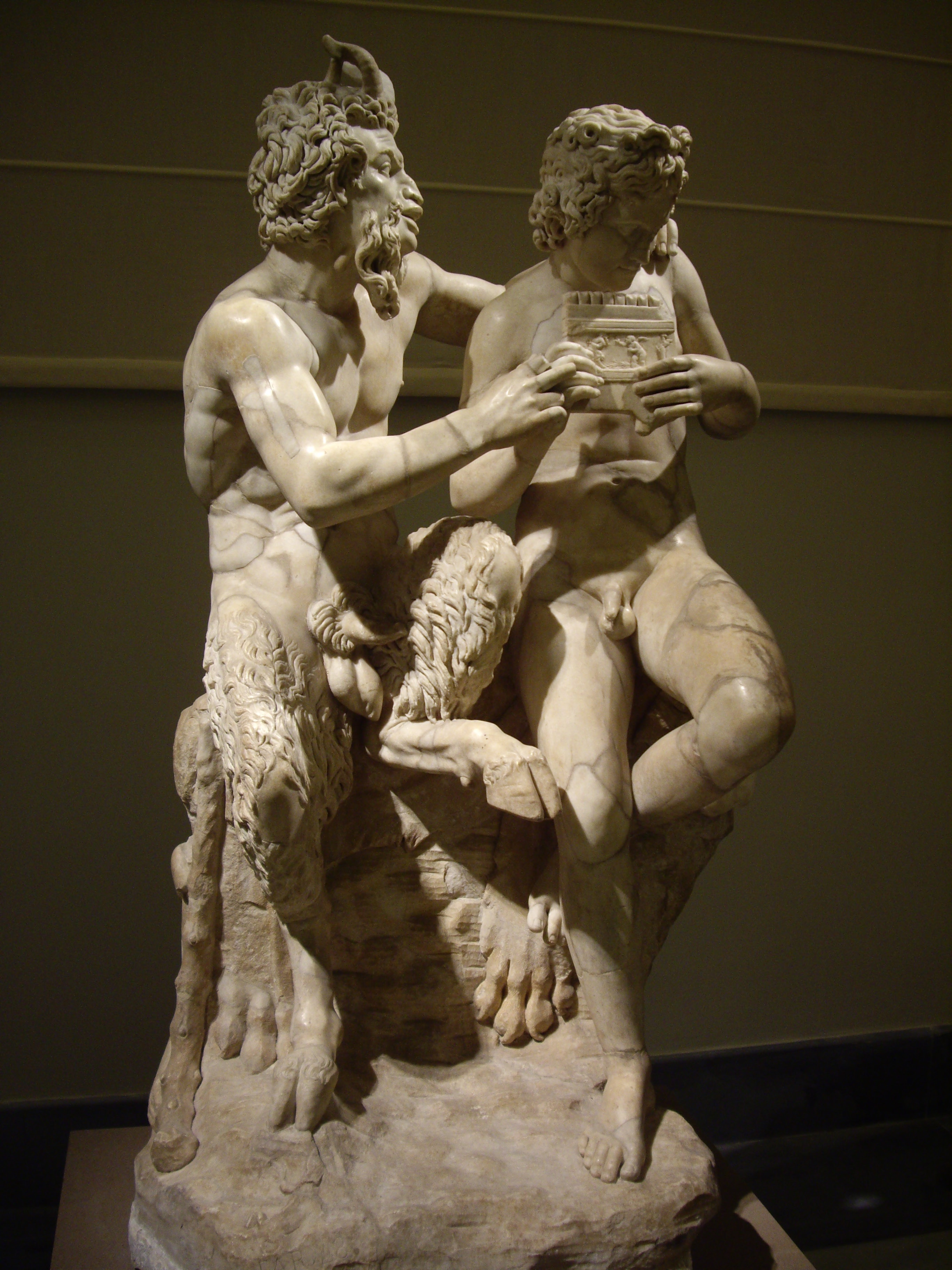
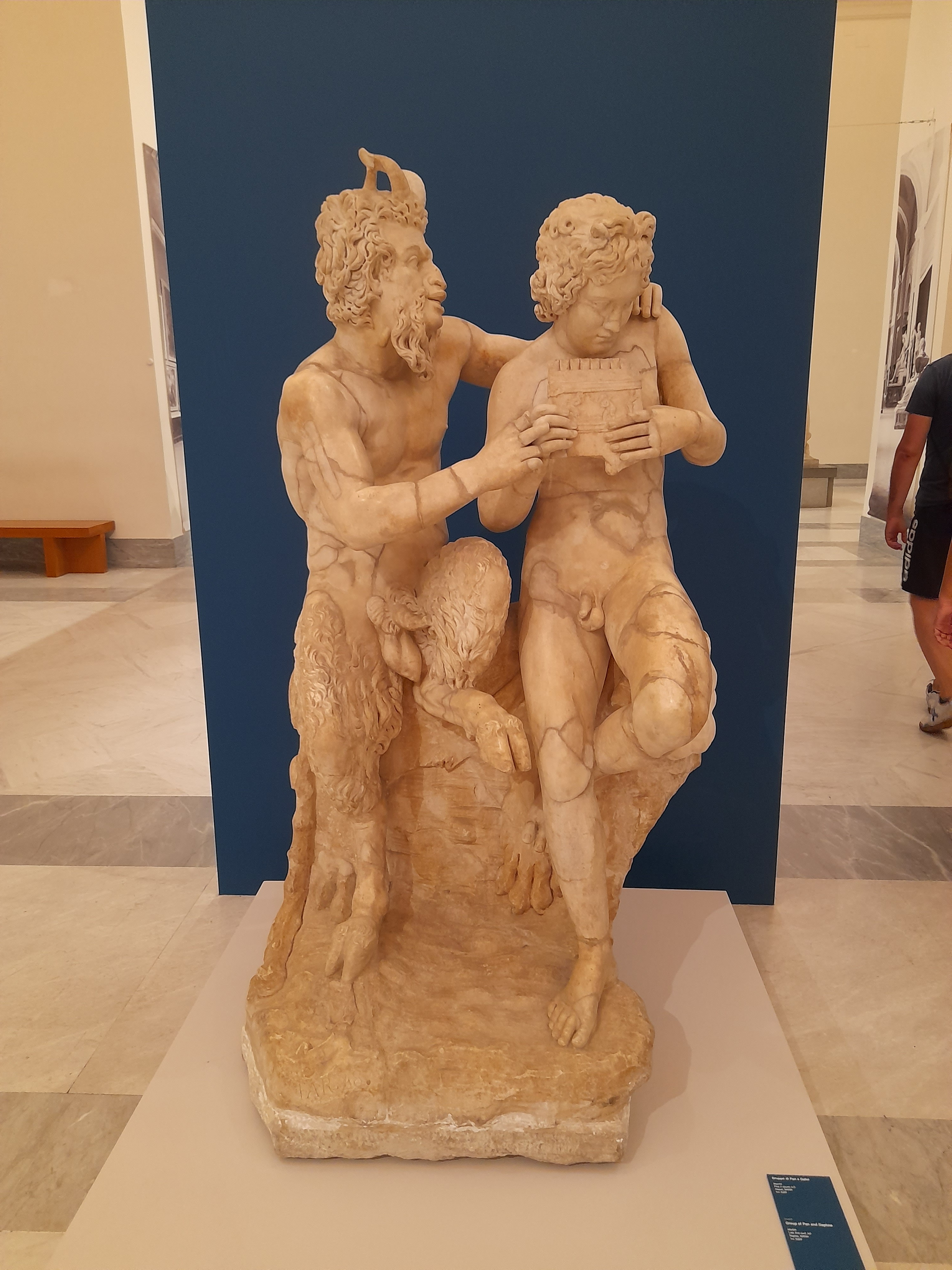
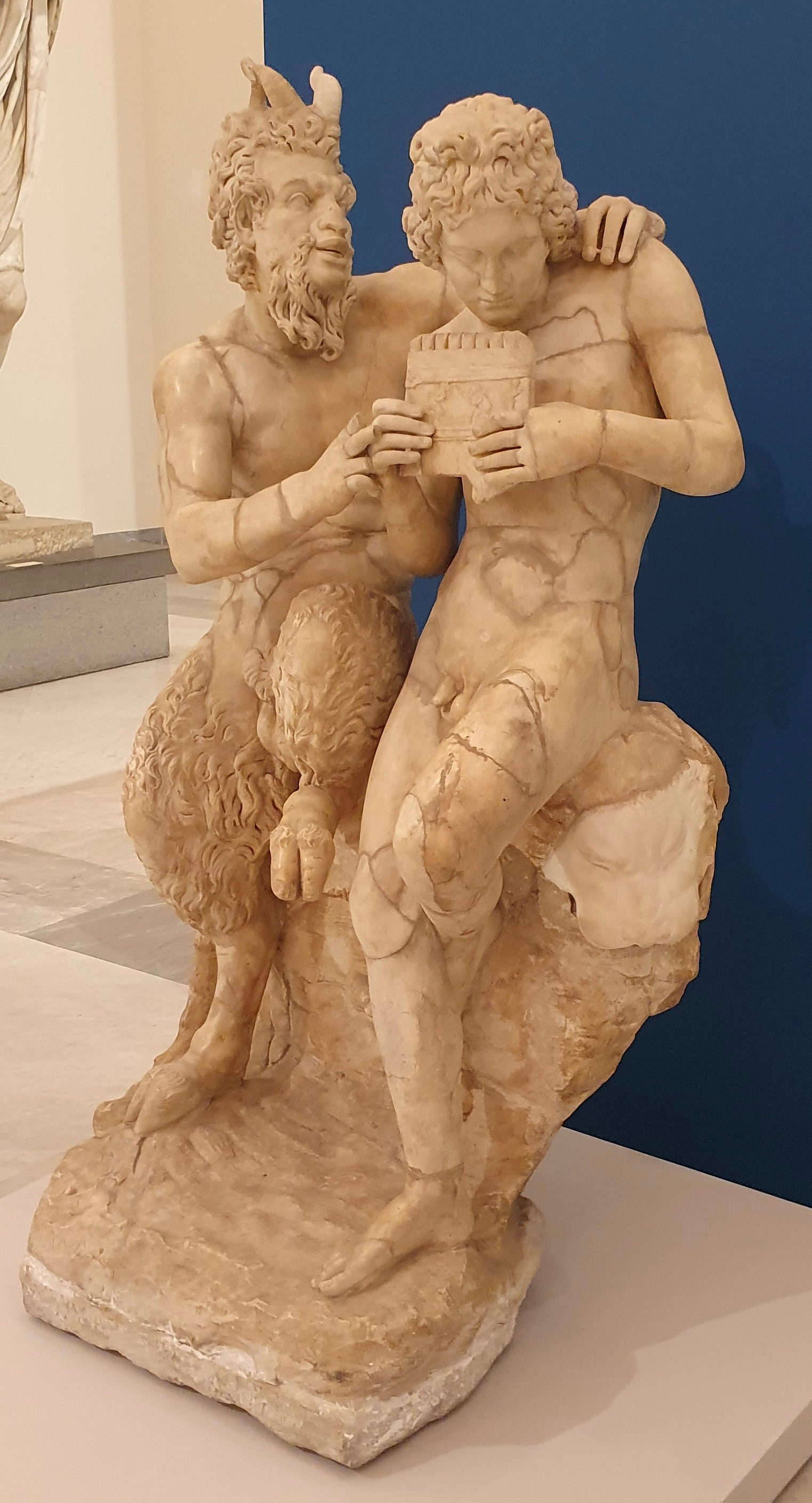
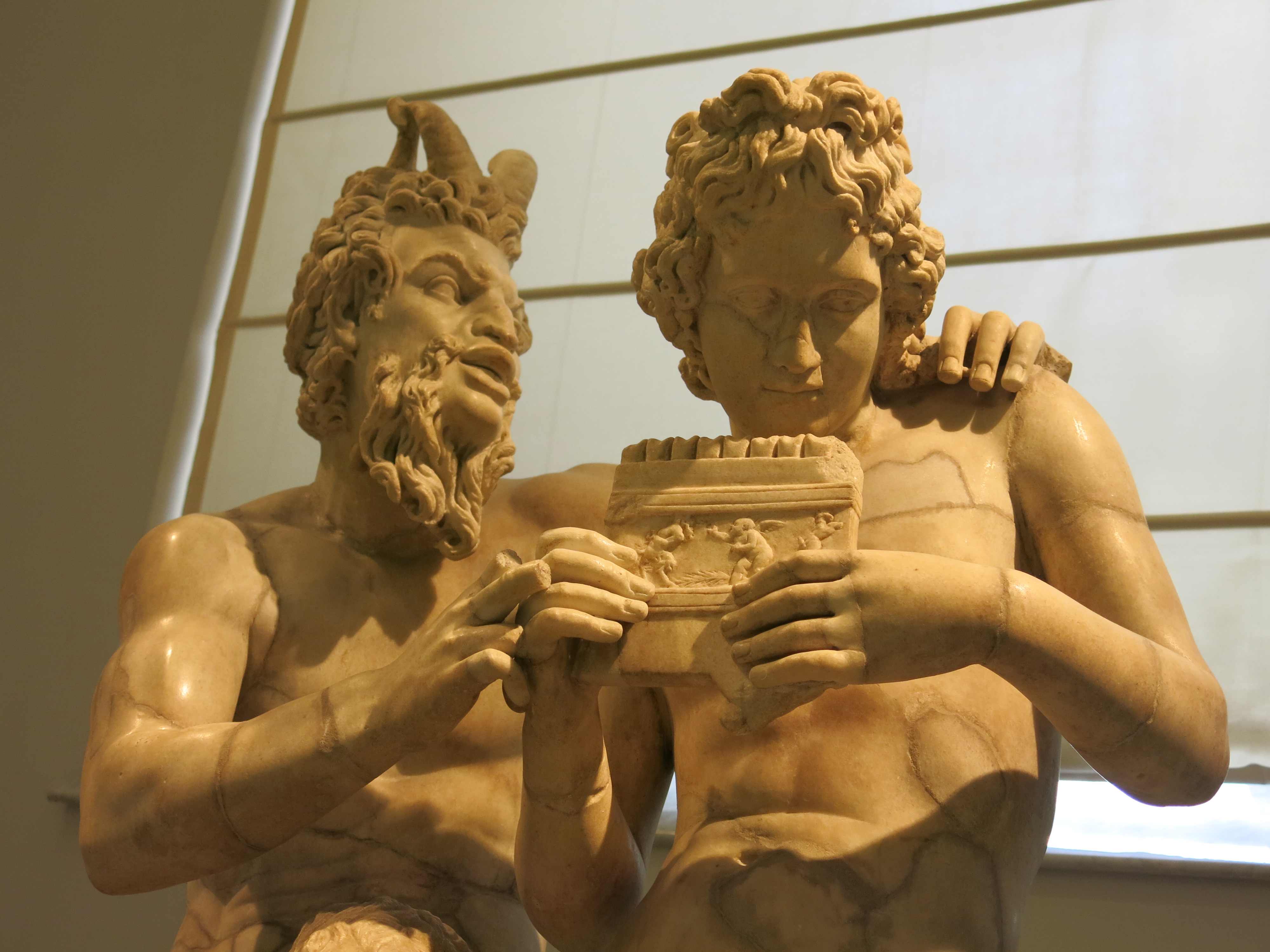

## История
Греческий оригинал был создан приблизительно во II веке до н. э.. Его авторство приписывается скульптору Гелиодору Родосскому. Данная римская копия была создана в I веке.
Скульптурная композиция происходит из коллекции семьи Фарнезе. Изначально она также трактовалась как изображения Марсия и его ученика Олимпа (сына Меона). В дальнейшем минимум один раз скульптура пересобиралась заново: так, обломки статуи были доставлены для реставрации в мастерскую скульптора Карло Альбачини по разным источникам в 1781 или 1786 году. В 1870 году часть коллекции Фарнезе была передана в недавно преобразованный Национальный музей Неаполя. Там скульптура Пана и Дафниса была помещена в так называемый Секретный кабинет, в котором размещались эротические предметы искусства.

## Повторения и влияние

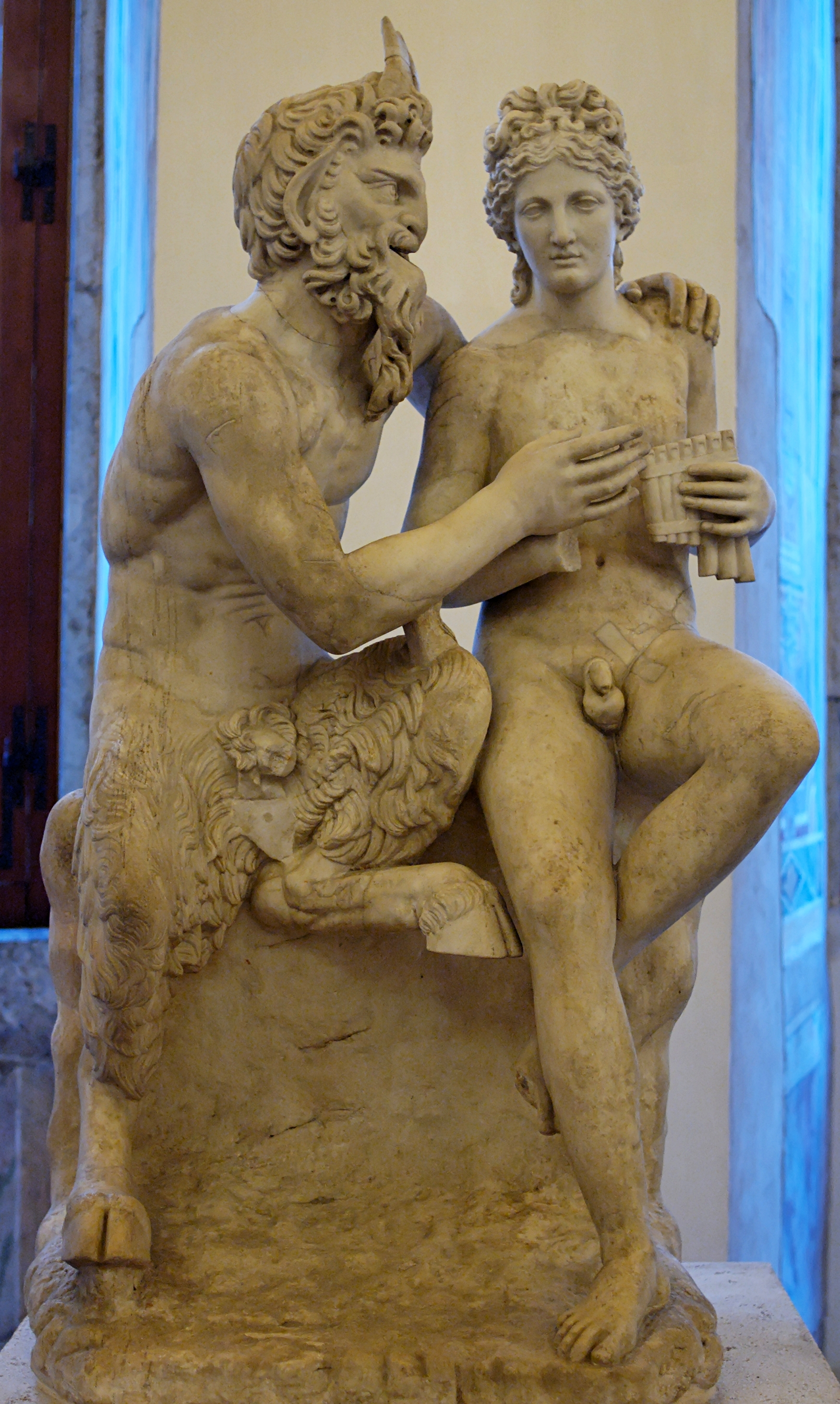
Пан и Дафнис. II век. Палаццо Альтемпс
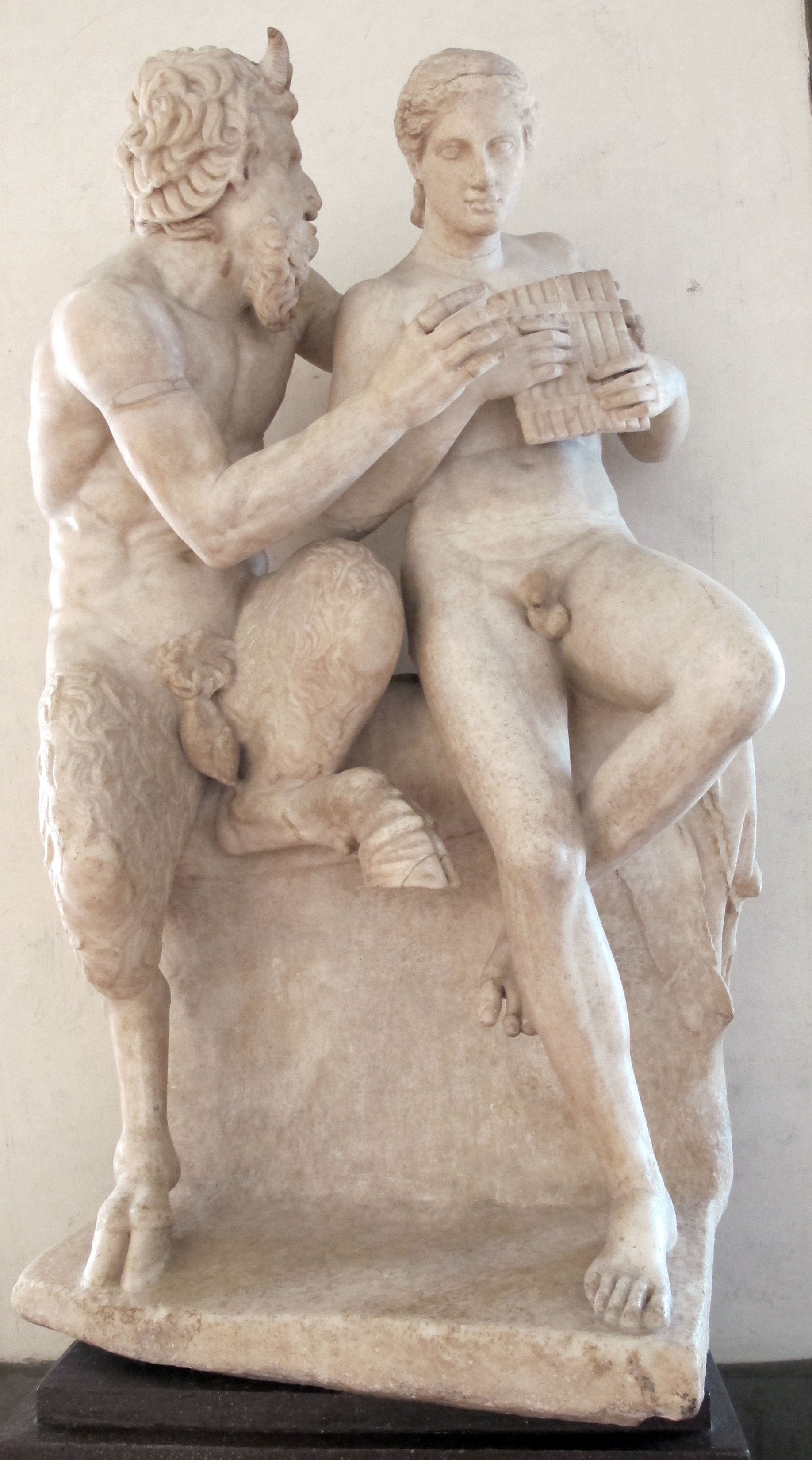
Пан и Дафнис. II век. Уффици
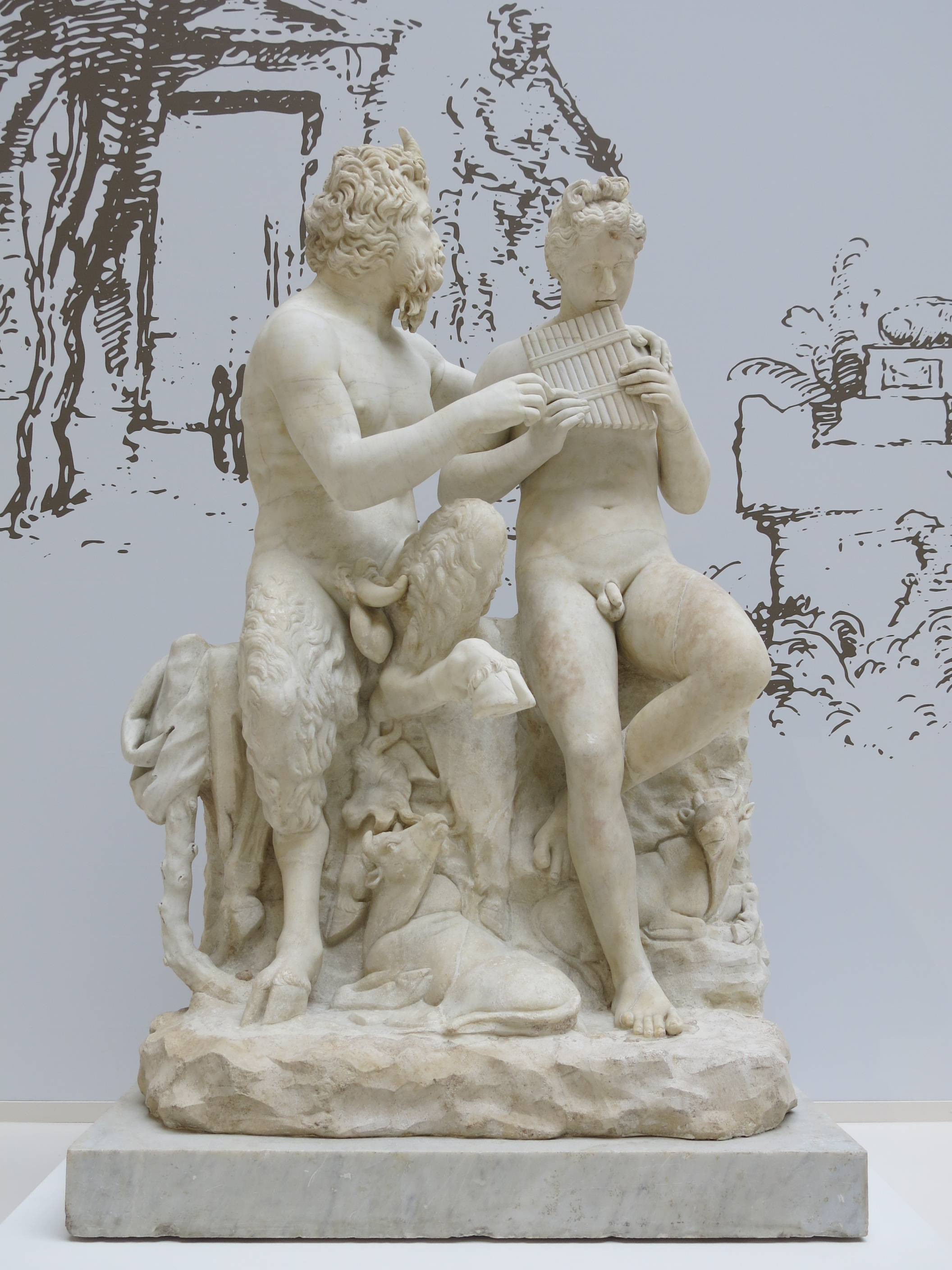
Пан и Дафнис. II век. Фонд Торлония

Известны иные римские копии древнегреческого оригинала. Одна из них находится в галерее Уффици (инв. номер 92, из коллекции Медичи), другая — в собрания Фонда Торлония (из коллекции Альбани), третья — в Палаццо Альтемпс (инв. номер 8571, из коллекции кардинала Федерико Чези—Альдобрандини—Людовизи). В 1540—1580 годах для «Speculum Romanae Magnificentiae» на основе последней была создана гравюра, которая, однако, более близка к неаполитанской композиции. Аннибале Карраччи, опираясь на скульптуру коллекции Фарнезе, создал в конце 1590-х годов картину «Марсий и Олимп», ныне хранимую в Лондонской национальной галерее. В Венском музее истории искусств хранится бронзовая статуэтка, выполненная как копия статуи приблизительно в 1550 году.

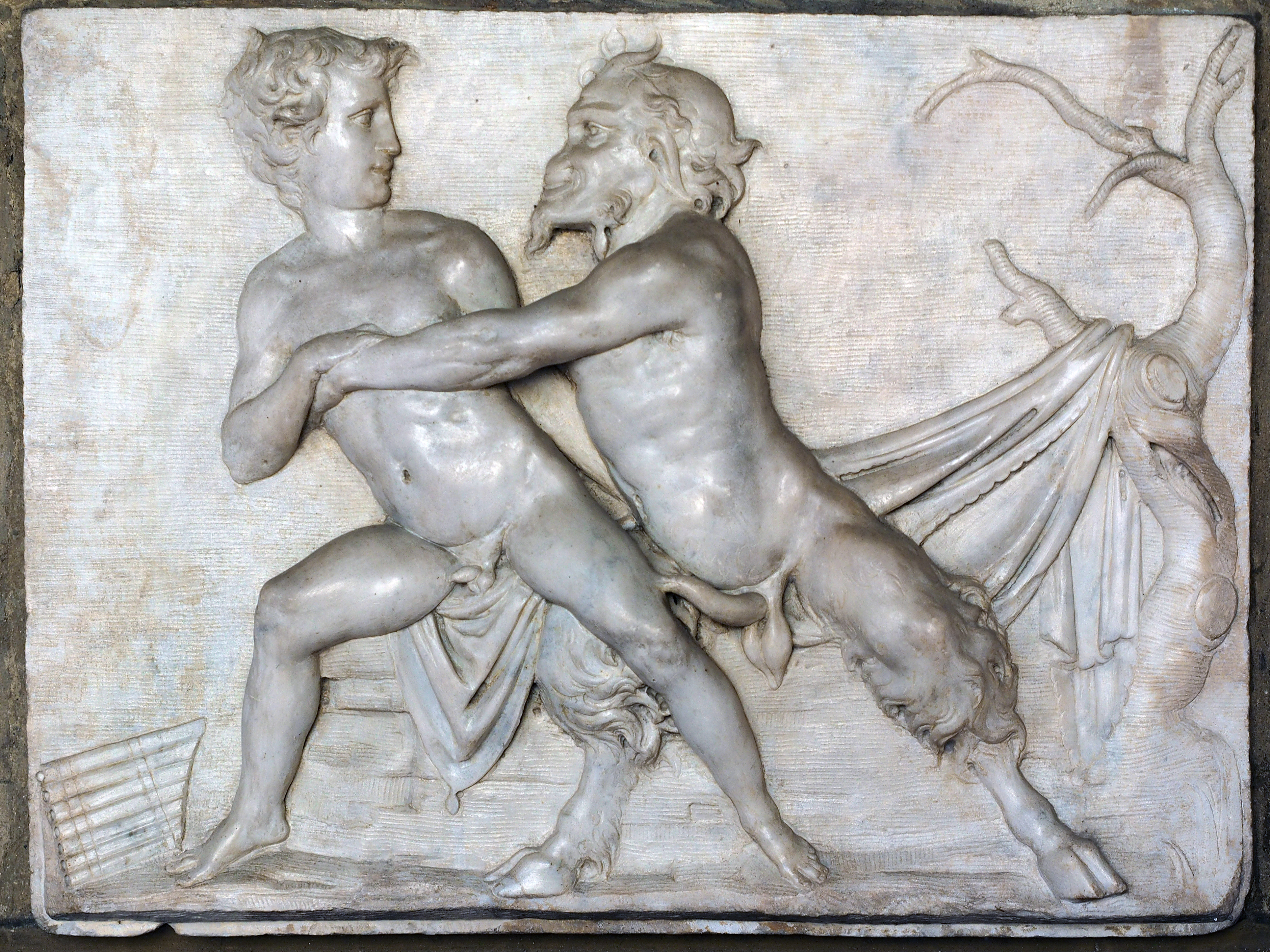
Пан и Олимп. Пьерино да Винчи. 1550-1560 гг. Барджелло
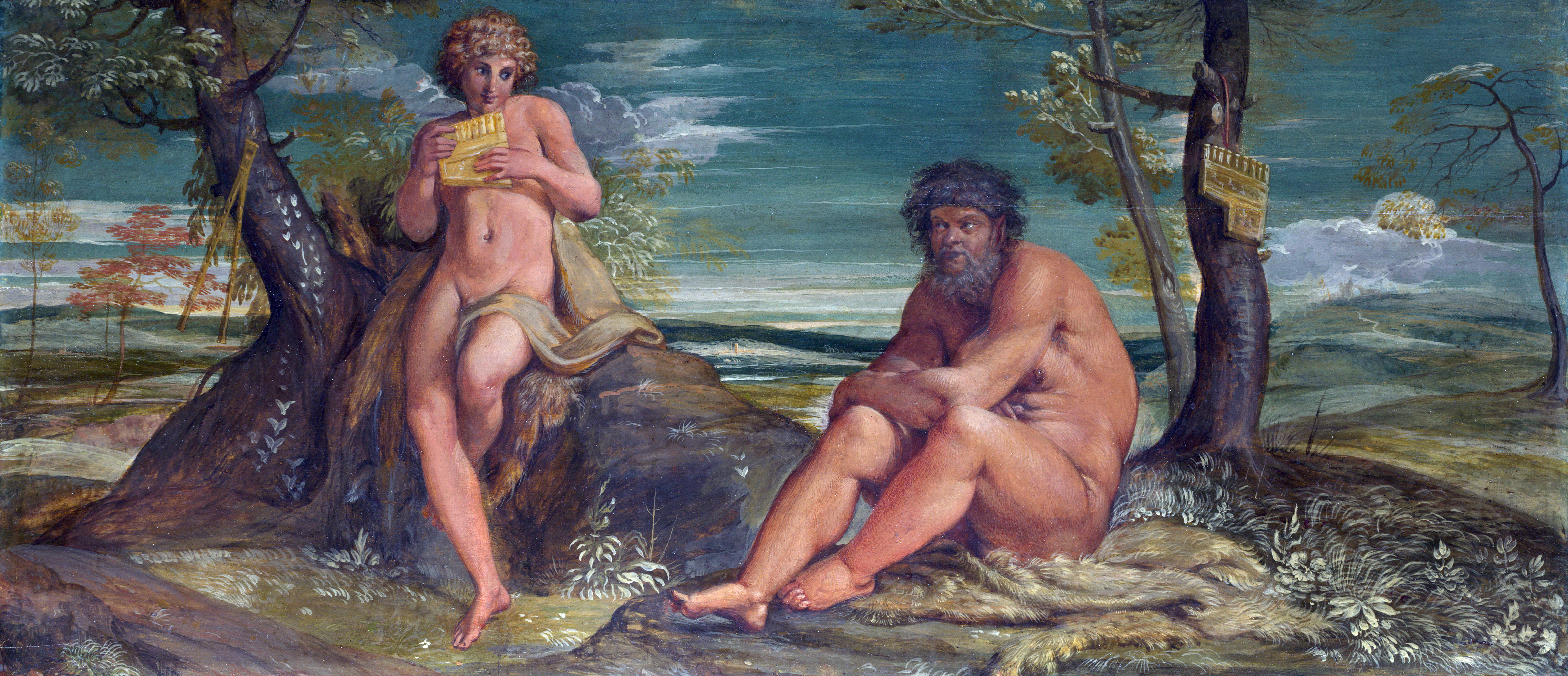
«Марсий и Олимп». Аннибале Карраччи. Ок. 1590-х гг. Лондонская национальная галерея
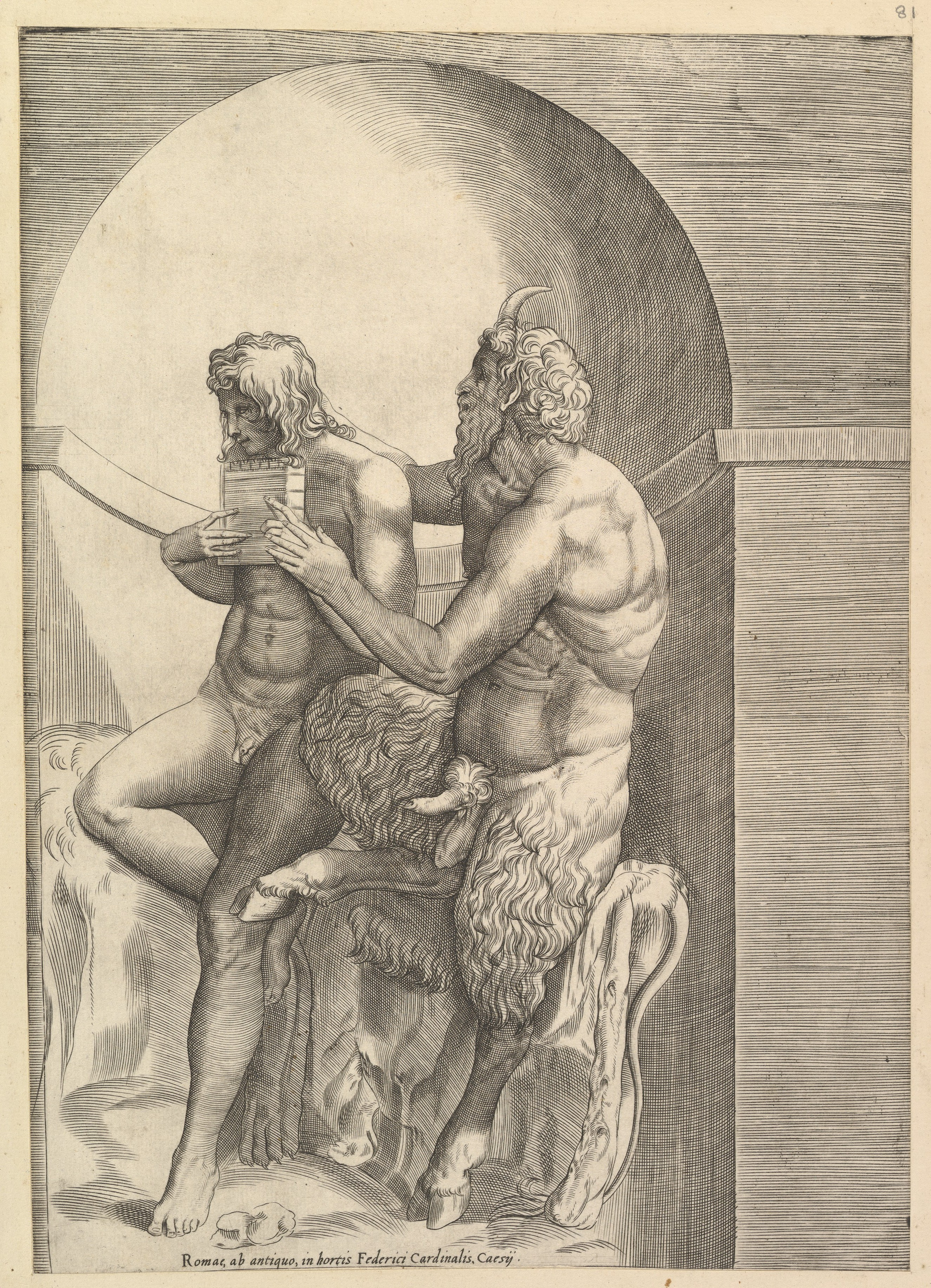
«Speculum Romanae Magnificentiae». 1540-80 гг. Метрополитен-музей